# Anomocora irregularis
Anomocora irregularis är en korallart som först beskrevs av Stephen D. Cairns 1995.  Anomocora irregularis ingår i släktet Anomocora och familjen Caryophylliidae. Inga underarter finns listade i Catalogue of Life.